# Hungría en la Copa Mundial de Fútbol de 1986
Hungría fue una de las 24 selecciones participantes en la Copa Mundial de Fútbol de México 1986, la que es su novena participación en un mundial y tercera de manera consecutiva.

## Clasificación

### Grupo 5
| Pos. | Equipo       | Pts. | PJ | G | E | P | GF | GC | Dif. | Clasificación   |     | HUN | NED | AUT | CYP |
| ---- | ------------ | ---- | -- | - | - | - | -- | -- | ---- | --------------- | --- | --- | --- | --- | --- |
| 1    | Hungría      | 15   | 6  | 5 | 0 | 1 | 12 | 4  | +8   | Clasificado     |     | —   | 0-1 | 3–1 | 2-0 |
| 2    | Países Bajos | 10   | 6  | 3 | 1 | 2 | 11 | 5  | +6   | Playoff de UEFA |     | 1–2 | —   | 1–1 | 7–1 |
| 3    | Austria      | 10   | 6  | 3 | 1 | 2 | 9  | 8  | +1   |                 |     | 0–3 | 1–0 | —   | 4–0 |
| 4    | Chipre       | 0    | 6  | 0 | 0 | 6 | 3  | 18 | −15  |                 | 1–2 | 0–1 | 1–2 | —   |     |

 Fuente: 

## Jugadores
Estos son los 22 jugadores convocados para el torneo:

## Resultados
Hungría fue eliminada en el grupo C.
| País            | J | G | E | P | GF | GC | GD | Pts |
| --------------- | - | - | - | - | -- | -- | -- | --- |
| Unión Soviética | 3 | 2 | 1 | 0 | 9  | 1  | +8 | 5   |
| Francia         | 3 | 2 | 1 | 0 | 5  | 1  | +4 | 5   |
| Hungría         | 3 | 1 | 0 | 2 | 2  | 9  | −7 | 2   |
| Canadá          | 3 | 0 | 0 | 3 | 0  | 5  | −5 | 0   |

| 2 de junio de 1986 | Unión Soviética                                                                                    | 6-0     | Hungría | Estadio Sergio León Chávez, Irapuato                      |                                                           |
|                    | Yakovenko 2' · Aleinikov 4' · Belanov 24' (pen.) · Yaremchuk 66' · Dajka 73' (a.g.) · Rodionov 80' | Reporte |         | Asistencia: 16 500 espectadores Árbitro(s): Luigi Agnolin | Asistencia: 16 500 espectadores Árbitro(s): Luigi Agnolin |

| 6 de junio de 1986 | Hungría                   | 2-0     | Canadá | Estadio Sergio León Chávez, Irapuato                        |                                                             |
|                    | Esterházy 2' · Détári 75' | Reporte |        | Asistencia: 13 800 espectadores Árbitro(s): Jamal Al Sharif | Asistencia: 13 800 espectadores Árbitro(s): Jamal Al Sharif |

| 9 de junio de 1986 | Hungría | 0-3     | Francia                                  | Estadio Nou Camp, León                                           |                                                                  |
|                    |         | Reporte | Stopyra 29' · Tigana 62' · Rocheteau 84' | Asistencia: 31 420 espectadores Árbitro(s): Carlos Silva Valente | Asistencia: 31 420 espectadores Árbitro(s): Carlos Silva Valente |